# Teodor Rakowiecki
Teodor Rakowiecki (ur. XVIII wiek) – polski rytownik, sztychasz koronny, dworzanin Stanisława Augusta.

## Życiorys
Urodził się w I połowie XVIII wieku w dawnym województwie ruskim w starostwie rohatyńskim w rodzinie szlacheckiej pieczętującej się herbem Rola.
Według przekazów rodzinnych w młodości przebywał w Kijowie i wykonywał tam miedzioryty i drzeworyty. Prace te przyniosły mu uznanie i popularność, która zaowocowała zaproszeniem do Berdyczowa z zadaniem zaplanowania wystroju kościoła karmelitów oraz innych kościołów z okazji koronacji cudownego obrazu Matki Boskiej Berdyczowskiej zaplanowanego na dzień 16 lipca 1756. 
Z Berdyczowem a zwłaszcza z kultem Matki Bożej związana jest prawie cała zachowana twórczość Teodora Rakowieckiego. Pracował dla drukarni karmelitów wykonując liczne ilustracje do wydawanych książek religijnych. Miedzioryty dotyczyły m.in. historii koronacji obrazu, bram triumfalnych, medali okolicznościowych, monogramów maryjnych, koron papieskich.
Z okazji koronacji obrazu Matki Bożej Chełmskiej dnia 15 września 1765 wykonał osiem miedziorytów przedstawiających związane z tym wydarzeniem obchody.
Nie jest wykluczone, że był również architektem i np. bramy tryumfalne wykonane były według jego planów. Wykonał wiele rycin zamieszczonych w publikacjach książkowych z drugiej połowy XVIII wieku.
Dnia 18 lipca 1771 król Stanisław August mianował Rakowieckiego dworzaninem z wszelkimi prawami temu przysługującymi oraz sztycharzem koronnym. 
Żonaty był z Marianną z domu Milanowska z którą miał na pewno jednego syna Ignacego Benedykta, dzięki któremu zachowały się szczątkowe informacje o Teodorze.
Po 1793 nie ma informacji o jego życiu i działalności. Nie jest znana data ani miejsce śmierci.